# Pianoconcert nr. 2 (Saint-Saëns)
Pianoconcert nr. 2 in g-mineur, opus 22 geschreven door de Franse componist Camille Saint-Saëns.
Het stuk bestaat uit drie delen:
1. Andante sostenuto ca. 10’20
2. Allegro scherzando ca. 5’30
3. Presto ca. 6’10

## Geschiedenis
Saint-Saëns schreef het concert in slechts zeventien dagen tijd, in het voorjaar van 1868. De snelheid waarmee dit concert geschreven is heeft te maken het feit dat de grote pianist Anton Rubinstein niet al te lang van tevoren had laten weten dat hij zijn debuut als dirigent wilde maken in Parijs. Deze gebeurtenis vond plaats op 13 mei 1868, in het bijzijn van Franz Liszt, en begon met de eerste uitvoering van het tweede pianoconcert van Saint-Saëns, waarbij de componist zelf achter de vleugel zat. Daarna wisselden de twee musici van plaats en speelden ze een pianoconcert van Rubinstein. Ook de Tarantella van Saint-Saëns werd uitgevoerd. Door de korte voorbereiding was de uitvoering van Saint-Saëns' tweede pianoconcert "niet al te gepolijst".
Het duurde maar één jaar voor Saint-Saëns zijn derde pianoconcert schreef, maar daarna zes jaar, tot 1877, voor hij zijn vierde schreef.

## De muziek
Het tweede pianoconcert is het meest populaire van zijn vijf pianoconcerten. Het bijzondere aan dit concert is niet zo zeer de vorm van de drie delen waar het uit bestaat, maar wel de volgorde, waarbij het traditionele “snel – langzaam – snel” werd vervangen door een dramatisch "langzaam – snel – snel”.
Bovendien is het een van de pianoconcerten die niet beginnen met het orkest, maar juist met het solo-instrument (andere voorbeelden hiervan zijn Beethovens vierde en Rachmaninovs tweede pianoconcert).

## De delen
I. Andante sostenuto (4/4 maat)
Dit deel is nogal ernstig, bijna somber en onheilspellend van aard; het begint met een tamelijk lange solo-inleiding van de piano, waarin duidelijk gemaakt wordt wat ons te wachten staat. Het wint geleidelijk aan impuls, om daarna langzaam weg te sterven en eindigt met een aanzienlijk introvertere versie van het thema waar het mee begint.
II. Allegro scherzando (6/8 maat)
Het tweede deel, in Es-majeur, is een vrolijk scherzo, waarin de componist al zijn charme legt. Dit deelt is gemarkeerd leggieramente en de twee hoofdthema’s klinken helder en licht. Dit energieke en toch delicate deel is karakteristiek voor scherpzinnigheid en het gevoel voor humor van Saint-Saëns, zoals dat ook zo goed te horen is in het Le Carnaval des Animaux.
III. Presto (alla breve)
Het derde deel ten slotte keert terug naar g-mineur. Het is vlot en beweeglijk en heeft de vorm van een aanstekelijk tarantella. Zowel het orkest als de solist houden het tempo presto aan, winnen aan zowel impuls als volume, tot het stuk eindigt met een wervelwind aan arpeggio's.